# チャン・ギュリ
チャン・ギュリ（朝: 장규리、中: 張圭悧、英: Jang Gyu-Ri、1997年12月27日 - ）は、韓国ソウル特別市出身の女優、元アイドル。女性アイドルグループ・fromis_9の元メンバー。NAMOOACTORS所属。

## 来歴
2017年7月13日から放送が始まったMnetのオーディション番組「アイドル学校」に参加し、最終順位9位でデビューメンバーに選ばれた。
2018年1月24日、fromis_9のメンバーとして1stミニアルバム『To. Heart』で正式デビューした。

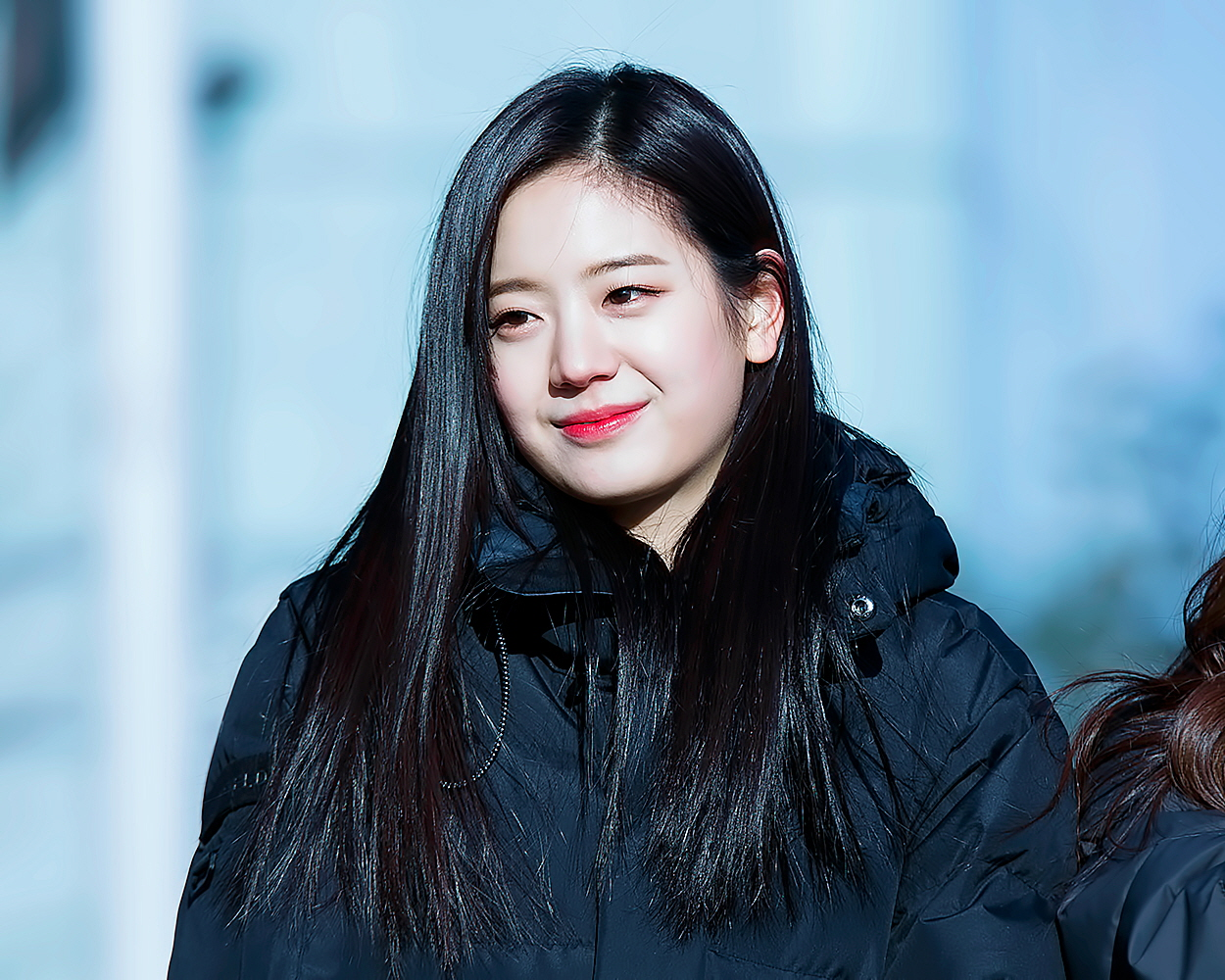
「音楽中心」ミニ・ファンミーティング（2018年1月27日）

2018年6月15日から放送が始まったオーディション番組「PRODUCE 48」に参加し、同年8月24日に放送された第3次順位発表式の結果、最終順位25位になりデビュー評価のファイナル進出とはならず脱落となった。
2021年8月16日、所属グループ「fromis_9」が所属事務所を「OFF THE RECORD Entertainment」から「PLEDISエンターテインメント」に移籍することに伴い、同日付で移籍。
2022年7月31日、PLEDISとの契約およびfromis_9のメンバーとしての活動を終了し、親会社HYBEからも退所した。

## 作品
| 発売日        | 楽曲                         | 収録アルバム                     | アーティスト                                       |
| ------------- | ---------------------------- | -------------------------------- | -------------------------------------------------- |
| 2017年7月13日 | 예쁘니까 (綺麗だから)        | 아이돌학교 - 예쁘니까            | アイドル学校                                       |
| 2017年9月30日 | 하이파이브 (HIGH FIVE)       | 아이돌학교 - 하이파이브          | アイドル学校                                       |
| 2018年5月10日 | 내꺼야 (PICK ME)             | NEKKOYA (PICK ME)                | PRODUCE 48                                         |
| 2018年5月10日 | NEKKOYA (PICK ME)            | NEKKOYA (PICK ME)                | PRODUCE 48                                         |
| 2018年8月18日 | 너에게 닿기를 (To reach you) | PRODUCE 48 - 30 Girls 6 Concepts | PRODUCE 48 (기억 조작단 (Memory Fabricators) 名義) |

## 出演

### テレビドラマ
- サイコだけど大丈夫（tvN、2020年）- ソン・ビョル役
- チアアップ（SBS、2022年）- テ・チョヒ役
- プレーヤー2:クンたちの戦争(tvn、2024年)-チャ・ジェイ役
- その電話が鳴るとき（MBC、2024年）サオンの後輩、HBCアナウンサー役

### ウェブドラマ
- 必須恋愛教養（tvN D story、2019年）- カン・ジヨン役